# Isla Fondeadero
Die Isla Fondeadero (spanisch für „Ankerplatz-Insel“; in Argentinien Islote Amarra, spanisch für „Festmacher-Insel“) ist eine Insel im Palmer-Archipel westlich der Antarktischen Halbinsel. In der Gruppe der Melchior-Inseln liegt sie westlich der Etainsel.
Chilenische Wissenschaftler benannten sie 1947.